# 셔먼의 대행진

알렉산더 헤이 리치가 그린 셔먼의 행진

셔먼의 바다로의 행진(Sherman's March to the Sea)은 남북전쟁 당시 윌리엄 테쿰세 셔먼 장군의 지휘하에 북군이 남부 주요도시를 초토화시키며 진격한 사건이다. 서배너 작전(Savannah Campaign)이라고도 한다.

## 개요
게티즈버그 전투와 빅스버그 전투 후, 남부연합은 서서히 기울기 시작한다. 북군 총 사령관 율리시스 S. 그랜트 장군은 남부에 대한 총 공세를 시작한다. 서부전선에서는 윌리엄 셔먼 장군이 채터누가에서 승리 후, 1864년 9월 3일 조지아주의 주도 애틀란타를 함락시킨다.
애틀란타를 함락시킨 셔먼 장군은 도시를 초토화 하고 수많은 민간인들을 도시에서 몰아낸다. 11월, 셔먼은 "대행진" 작전으로 서배너(12월 20일 점령됨) 해안까지 도시들을 초토화시키며 진격한다. 그 후 셔먼 장군은 남부연합의 수도 리치먼드를 남북에서 포위공격하기 위해 북쪽으로 진격하여 노스캐롤라이나주와 사우스캐롤라이나주의 주도 롤리와 컬럼비아를 점령하며 진격한다.
셔먼의 대행진으로 리치먼드는 남부의 주들과 연결이 끊기게 된다.

## 같이 보기
- 바실 헨리 리델 하트
- 윌리엄 테쿰세 셔먼